# Xu Yang (calciatore 1987)
Xu Yang (徐洋S, Xú YángP; Pechino, 18 giugno 1987) è un calciatore cinese, centrocampista del Qingdao Hainiu.

## Palmarès
- Coppa dell'Asia orientale: 1

2010